# Zvenella chopardi
Zvenella chopardi är en insektsart som beskrevs av Andrej Vasiljevitj Gorochov 2002. Zvenella chopardi ingår i släktet Zvenella och familjen syrsor. Inga underarter finns listade i Catalogue of Life.